# Medal of Honor: Underground
Medal of Honor: Underground (en español Medalla de Honor: Subterráneo) es un videojuego de disparos en primera persona, es la secuela de Medal of Honor. Inicialmente fue lanzado para la consola de videojuegos PlayStation 1 el 23 de octubre de 2000. Fue desarrollado por la empresa DreamWorks Interactive y fue publicado por Electronic Arts.
En el 2002, el videojuego fue relanzado en Europa como parte de la compilación Medal of Honor/Medal of Honor: Underground. Más tarde fue relanzado por segunda vez en la PlayStation Network norteamericana para las PlayStation 3 y PlayStation Portable.

## Argumento
En la primera entrega de Medal of Honor (MOH), la historia se centraba en uno de los mejores soldados del Ejército de los Estados Unidos. MOH: Underground tiene lugar antes de la campaña del MOH original y penetra más aún en la historia cuando se coloca en la piel de Manon Baptiste, una mujer miembro de la Resistencia Francesa en contra de la ocupación Nazi. Durante el juego, Manon debe realizar diferentes misiones que la llevan por toda Europa y Norte de África para intentar detener a la Wehrmacht.
Francia ha sido ocupada por la Alemania nazi en 1940. Manon ayuda a su hermano Jacques, solo para que sea asesinado en un intento de atraco. Manon lleva a cabo su propia misión para la resistencia hasta que es encontrada y reclutada por el OSS, que la asigna alrededor del norte de África y Europa para frustrar las defensas nazis y los planes de invasión hasta 1944, cuando Manon vuelve para ayudar a liberar París y vengar a Jacques .

## Jugabilidad
La jugabilidad es muy similar a la de su predecesor, que requiere que el jugador complete los objetivos adquiriendo objetos, interactuando con objetos y destruyendo objetivos específicos, así como el uso de cuatro armas diferentes y disfrazarse contra los enemigos. Además de los nuevos tipos de armas, las nuevas mecánicas en el juego incluyen la lucha contra tanques y semiorugas en tres de las ocho misiones y el estar luchando junto a aliados amigos.
El diseño de los niveles de MOH: Underground mejoraron bastante con respecto al original. Los niveles son más grandes, requieren más exploración y la inteligencia artificial de los enemigos es más avanzada. Los enemigos reaccionan rápidamente si te ven o si haces algún sonido. Además de eso, tratarán de esquivar los ataques a toda costa para hacer más difícil la misión.
Entre los elementos nuevos del videojuego, se incluye el modo disfraz, necesario para moverse entre los enemigos sin levantar sospechas (y obtener fotografías de los secretos enemigos), y la aparición de varios compañeros que ayudarán en momentos cruciales.
Después de completar el videojuego, el jugador puede jugar un nivel de bonificación que no es canónico, llamado «Panzerknacker Unleashed», en el que el jugador juega como Jimmy Patterson, protagonista de la anterior entrega, Medal of Honor (videojuego). Muchos enemigos extraños, como cascanueces (Panzerknackers), perros que portan armas (según el videojuego, son beagles, pero tienen el aspecto de un Pastor Alemán), caballeros medievales y soldados zombis (éstos son enemigos normales con la cara tapada y que explotan al matarlos). Todos estos son tus enemigos en un castillo no especificado. El objetivo de las tres misiones disponibles en este nivel es construir un Panzerknacker, que asista al jugador en la misión final.

## Armas
Pistolas:
- Walther P38
- High Standard con silenciador
- Colt .45

Subfusiles:
- Sten
- MP40

Fusiles:
- Gewehr 43 con mira telescópica
- M1 Garand (En modo multijugador)
- Kar98
- Fusil de asalto StG 44
- BAR (Browning Automatic Rifle) (En la etapa secreta)

Otros:
- Ballesta
- Escopeta M97

Armas antitanque:
- Panzerfaust
- Bazooka (En modo multijugador)

Armas arrojadizas:
- Cóctel molotov
- Granada de mango Steilhandgranate 24

## Etapas y misiones
El juego tiene 7 etapas originales y una secreta, las cuales se dividen de la siguiente manera:
Etapa 1 Occupied 1940. Francia ha sido desbordada por la Blitzkrieg de Hitler y Petáin, antiguo héroe de la Primera Guerra Mundial que entrega el país a los alemanes. El presidente francés en el exilio, Charles de Gaulle, llama a los ciudadanos a continuar la lucha. Manon Baptiste y su hermano Jacques se unen a la Resistencia y su primera labor consiste en sabotear el cuartel general del ejército en París. Desafortunadamente, la acción no resulta como habían planeado y Jacques muere en un tiroteo cuando intentaban escapar en un camión robado. Manon logra ocultarse en las catacumbas y escapar de una muerte segura.
- Misión 1: Midnight Rendez-vous (Cita a la medianoche)
- Misión 2: Amongst the dead (Entre los muertos)
- Misión 3: Without a Trace (Sin rastro)
- Misión 4: Tread Carefully (Paso en falso)

Etapa 2 Hunting the desert fox Por sus méritos en la lucha contra la Wehrmacht, Manon es reclutada por la Oficina de Servicios Estratégicos (Office of Strategic Services, por sus siglas en inglés), agencia precursora de la CIA, y enviada al norte de África para sabotear las bases de suministros del Afrika Korps, y facilitar así el desembarco aliado en Marruecos y Argelia, en clave Operación Torch. Al final de esta etapa, Manon se encuentra por primera vez con el protagonista de la primera parte de la saga Medal Of Honor, el soldado norteamericano Jimmy Patterson, quien le ayudará a escapar en su avión, mientras el bombardeo aliado se lleva a cabo.
- Misión 1: Casablanca (Casablanca)
- Misión 2: Lighting the Torch (Encendiendo la antorcha)
- Misión 3: Burning Sands (Arenas ardientes)
- Misión 4: Ally in the desert (Aliado en el desierto)

Etapa 3 Undercover in Crete Esta vez la misión de Manon consiste en destruir las baterías de artillería costeras de la isla de Creta, las cuales destruyen a todos los barcos aliados que pasan por la zona. Para poder llegar a la ubicación de las armas, en el antiguo palacio de Knossos, tendrá que usar un disfraz.
- Misión 1: Getting the story (Entendiendo la historia)
- Misión 2: What lies at Knossos (Qué hay en Knossos)
- Misión 3: Labyrinth (Laberinto)

Etapa 4 Wewelsburg dark Camelot Después de su éxito en Creta, a Manon se le encomienda la misión de infiltrarse en el castillo Wewelsburg, en Renania. Este castillo está siendo usado por las fuerzas de las SS de Himmler y se sospecha de algún plan desconocido. El objetivo es recabar información del castillo, su uso y buscar información incriminatoria para ser usada contra Himmler por sus delitos de guerra.
- Misión 1: Ascent to the castle (Ascendiendo al castillo)
- Misión 2: Dark Valhalla (Valhalla)
- Misión 3: A vicious cycle (Un ciclo vicioso)

Etapa 5 Last rites at Monte Cassino Manon es enviada a Italia, a la abadía de Monte Cassino, donde las fuerzas nazis han resistido por varios meses frenando el avance aliado. Los aliados tienen planes para bombardear la histórica abadía, sin embargo se interceptaron comunicaciones alemanas de que están fuertemente armados y suministrados, además de que tienen pilotos americanos hechos prisioneros retenidos en la abadía. El objetivo de Manon es penetrar en las líneas enemigas, cortar el suministro del enemigo, entrar a la abadía, rescatar a los pilotos y finalmente destruir todo material bélico que pueda sobrevivir al bombardeo aliado.
- Misión 1: Roundabout (Aproximadamente)
- Misión 2: Prisoners of war (Prisioneros de guerra)
- Misión 3: Mayhem in the Monastery (Alboroto en el monasterio)

Etapa 6 A mittlewerk saboteur Volviendo a Francia, la O.S.S. le asigna a Manon la difícil tarea de acabar la producción de las nuevas bombas V1 y V2, las armas de venganza de Hitler. El sector donde debe infiltrarse está muy defendido por tropas de montaña, de élite, ametralladoras, francotiradores, etc. Un doble agente alemán esperará a Manon cerca del complejo, que le entregará los planos de la factoría y la ayudará a infiltrarse. Una vez volado la munición de la factoría, Manon debe escapar del complejo, pero ahora debe destruir las plataformas de lanzamiento de las ya listas bombas V1. Para lograrlo, la O.S.S. le asigna un mecánico llamado Sonntag que la esperará con una moto, disfrazado de oficial alemán, al salir del complejo. Sonntag llevará a Manon por la carretera, mientras ella dispara a las patrullas alemanas con la ametralladora MG-34, y esperará a que Manon destruya las 2 plataformas de lanzamiento y, finalmente, escapar.
- Misión 1: Plans for destruction (Planes para destrucción)
- Misión 2: Sabotage! (Sabotaje)
- Misión 3: Sidecar Shootout (Tiroteo desde el sidecar)

Etapa 7 Liberation! Con la exitosa campaña de los aliados en Normandía, la resistencia francesa deciden que es tiempo de liberar París por su cuenta. Hitler emite una orden a Dietrich von Choltitz, el gobernador militar alemán de París, para que quemara la capital en su totalidad. A pesar de que Dietrich ignora la orden y la declara «ciudad abierta», se presume con seguridad de que la mayoría de las fuerzas nazis apostadas (colaboradores franceses, soldados de las wehrmacht y las SS) planean obedecer las órdenes del führer e intentarán demoler la ciudad. Manon es llamada devuelta a París para que asista a la resistencia, que le encomienda la tarea de eliminar la mayor cantidad de fuerzas posibles y evitar que el grupo de demolición alemán cumpla con su objetivo.
- Misión 1: Final uprising (Insurrección final)
- Misión 2: Street by street (Calle por calle)
- Misión 3: Operation Marketplace (Operación Marketplace)
- Misión 4: The end of the line (Al final de la línea)

Etapa bonus Panzerknacker unleashed! 
La O.S.S. recibe una llamada de ayuda de un castillo en los bordes este de la Selva Negra que se dice que contiene un laboratorio para algunos propósitos misteriosos, donde alguien informa que algo se ha desatado en el castillo y solicita a los Aliados que bombardeen el castillo antes de que él sea interrumpido y posiblemente asesinado por algo que hace ruidos extraños que suenan como "Ich bin der Panzerknacker" ("Soy el Tanque / Armadura Cracker" en alemán). Curioso por lo que está pasando, la OSS envía a Jimmy Patterson, el protagonista del anterior juego a investigar qué ocurre en el castillo.
- Misión 1: Where beagles dare (Donde los beagles se atreven)
- Misión 2: Rotten to the corps (Los cuerpos descompuestos)
- Misión 3: I, PANZERKNACKER (Yo, el PANZERKNACKER)

## Desarrollo
El personaje principal es Manon Batiste quien está basada en Hélène Deschamps Adams, una miembro de la vida real de la OSS, la precursora de la CIA. La propia Adams aparece en la misión final del juego para informar a Manon antes de cada nivel. Hirschmann, Langteau y Henson investigaron al reunirse con personas que habían estado involucradas con la Resistencia francesa, incluidas Elizabeth Peet McIntosh y Hélène Deschamps.
Michael Giacchino dijo que este tema estaba destinado a representar los momentos en los que Manon está llamada a fortalecer sus nervios y reunir el coraje para continuar con la lucha ... Manon viaja a lugares que no son tan militaristas como los vistos por Jimmy Patterson. Su viaje fue un poco más «escénico». En la crítica de Ian Lace, dijo sobre su tema: «Hay que suponer que el personaje principal de este nuevo juego, Manon, inspirado en las hazañas de Hélène Déschamps es el francés. Michael Giacchino ha creado un tema para ella que en sus primeras notas irresistiblemente dan ganas de anticipar la vieja canción pop, 'Arrivederci Roma', que me pareció desconcertante porque es francesa y gran parte de la acción, especialmente al principio y al final, tienen lugar en París».
El productor Scott Langteau dice que «Underground tenía una sensación completamente diferente al MOH original, y sin embargo, el juego era completamente familiar. Eso es lo que intentamos hacer, de todos modos. En Underground, era personal. La parte delantera del juego era agresiva y menos militar. organizado, era rústico y toscamente cortado. Lo mismo puede decirse del videojuego. Manon usó cócteles molotov y también usó su feminidad para obtener acceso a áreas restringidas. Usamos la libertad de contar su historia de fondo: ella estaba en la resistencia francesa, luego se unió a la OSS, para darle al juego su propio estilo y misiones muy variadas que nos llevaron a toda Europa: Grecia, Italia, etc».

### Banda sonora
Listado de temas que se pueden escuchar mediante el transcurso de las diferentes misiones del juego, en el cual se combina un tema desarrollado por Michael Giacchino más una ambientación propia de cada nivel: https://www.youtube.com/playlist?list=PL0B0017FDB279F2F4

### Versión de Game Boy Advance
Medal of Honor: Underground es también un juego para Game Boy Advance lanzado el 25 de noviembre de 2002. Es un videojuego de disparos en primera persona basado en la versión de PlayStation. El juego fue desarrollado por la empresa Rebellion Developments y publicado por Destination Software. Underground para el GBA cuenta con hasta 4 jugadores usando el cable de enlace Game Boy y los niveles de lex. El juego se juega en un ambiente tridimensional. Los objetivos del juego generalmente giran en torno a encontrar ciertos documentos. Sin embargo, no hay un sistema de guardado, cada nivel tiene un código para jugarlo nuevamente en el futuro y que se puede ver al pausar el juego.

## Recepción

### Crítica
La versión para PlayStation 1 recibió críticas «favorables», mientras que la versión de Game Boy Advance recibió críticas «desfavorables», de acuerdo con la página de crítica de videojuegos Metacritic.
GameSpot elogió a los creadores de la versión de PS1 por tomar «un personaje del juego original llamado Manon Batiste y [colocarla] en el papel principal para que se pueda contar su historia completa. Esta configuración es un cambio bienvenida, ya que Underground brinda un significado contexto histórico que es raro en la mayoría de los videojuegos de hoy». William Abner también describió la misma versión como «un refrescante cambio de ritmo porque jugaste con Manon Batiste, una mujer alistada en la resistencia francesa». RealPoor la clasificó entre las 12 mejores personajes femeninas en videojuegos, declarando que «conocemos a Manon como una mujer de la resistencia francesa que apareció como asesora en el primer videojuego de MOH. En la secuela de PlayStation 1 llamada Medal of Honor: Underground, ella es el personaje principal que asume misiones encubiertas en la Europa ocupada y África».

### Promoción
El productor Scott J. Langteau exhibió el juego en la E3 del año 2000 junto con Tony Rowe y Lynn Henson.